# Liste der Geotope im Landkreis Göppingen
Diese sortierbare Liste der Geotope im Landkreis Göppingen enthält die Geotope des baden-württembergischen Landkreises Göppingen, die amtlichen Bezeichnungen für Namen und Nummern sowie deren geographische Lage. Die Geotope sind im Geotop-Kataster Baden-Württemberg dokumentiert und umfassen Aufschlüsse von Gesteinen, Böden, Mineralien und Fossilien sowie besondere Landschaftsteile.

## Liste
Im Landkreis sind 157 Geotope (Stand 1. Mai 2022) vom Landesamt für Geologie, Rohstoffe und Bergbau (LGRB) ausgewiesen:
| Steckbrief Nr. (PDF) | Name                                                                                    | Geotoptyp                | Gemeinde/Stadt, Gemarkung                    | Koordinaten                     | Bild | Bemerkungen |
| -------------------- | --------------------------------------------------------------------------------------- | ------------------------ | -------------------------------------------- | ------------------------------- | ---- | --- |
| 1147                 | Böschung und aufg. Steinbruch im Gewann Sandhalden E von Adelberg                       | Aufschluss               | Adelberg                                     | 48° 45′ 50,6″ N, 9° 36′ 34″ O   |      | Geologische Einheit: Stubensandstein Status: geschützt (Naturdenkmal Sandstein-Steilwand im Kohlbachtal)                                                              |
| 1148                 | Aufg. Steinbruch mit Fischwasser im Gewann Weilerswiesen E von Adelberg                 | Aufschluss               | Adelberg                                     | 48° 45′ 42,5″ N, 9° 36′ 46,1″ O |      | Geologische Einheit: Stubensandstein Status: geschützt (Naturdenkmal Wolfgangsee im Kohlbachtal)                                                                      |
| 1149                 | Aufg. Steinbruch am NW-Hang des Aichelbergs bei Aichelberg                              | Aufschluss               | Aichelberg                                   | 48° 38′ 9,1″ N, 9° 34′ 14,1″ O  |      | Geologische Einheit: siehe Schwäbischer Vulkan Status: geschützt (Naturdenkmal Vulkanschlot am Aichelberg)                                                            |
| 1150                 | Badfelsen S von Bad Ditzenbach                                                          | Felsformation            | Bad Ditzenbach                               | 48° 34′ 31,6″ N, 9° 42′ 42,5″ O |      | Geologische Einheit: Untere Felsenkalk-Formation Status: geschützt (Naturdenkmal Badfelsen)                                                                           |
| 1151                 | Oberlauf der Ditz S von Bad Ditzenbach                                                  | Landschaftselement       | Bad Ditzenbach                               | 48° 34′ 24,6″ N, 9° 42′ 25,8″ O |      | Geologische Einheit: Kalktuff Status: geschützt (Naturdenkmal Oberlauf der Ditz)                                                                                      |
| 1152                 | Enge Oberbergfelsenhöhle ca. 400 m W der Schonterhöhe ca. 1500 m ESE von Bad Ditzenbach | Höhle                    | Bad Ditzenbach                               | 48° 34′ 59,8″ N, 9° 43′ 24,3″ O |      | Geologische Einheit: Untere Felsenkalk-Formation Status: mit geschützt (NSG Oberer Berg)                                                                              |
| 1153                 | Tiersteinfels SE oberhalb von Gosbach                                                   | Felsformation            | Bad Ditzenbach Gemarkung Gosbach             | 48° 34′ 28,3″ N, 9° 41′ 4,8″ O  |      | Geologische Einheit: Massenkalk-Formation Status: geschützt (Naturdenkmal Tiersteinfels)                                                                              |
| 1154                 | Krähenstein SE von Gosbach                                                              | Felsformation            | Bad Ditzenbach Gemarkung Gosbach             | 48° 34′ 4,7″ N, 9° 41′ 2,6″ O   |      | Geologische Einheit: Massenkalk-Formation Status: geschützt (Naturdenkmal Krähenstein)                                                                                |
| 1155                 | Krähensteigfelsen SSE von Gosbach                                                       | Felsformation            | Bad Ditzenbach Gemarkung Gosbach             | 48° 33′ 54,8″ N, 9° 41′ 27,8″ O |      | Geologische Einheit: Untere Felsenkalk-Formation Status: geschützt (Naturdenkmal Krähensteigfelsen)                                                                   |
| 1156                 | Hausener Wand E oberh. von Hausen an der Fils                                           | Landschaftselement       | Bad Überkingen Gemarkung Hausen              | 48° 36′ 37,3″ N, 9° 46′ 37,1″ O |      | Geologische Einheit: Impressamergel-Formation bis Unterer Massenkalk Status: mit geschützt (NSG Hausener Wand)                                                        |
| 1157                 | Hausener Felsen NE oberh. von Hausen a. d. Fils                                         | Felsformation            | Bad Überkingen Gemarkung Hausen              | 48° 36′ 42,3″ N, 9° 46′ 19,1″ O |      | Geologische Einheit: Impressamergel-Formation bis Massenkalk Status: mit geschützt (NSG Hausener Wand)                                                                |
| 1158                 | Heiligenhaldenfels NE von Bad Überkingen                                                | Felsformation            | Bad Überkingen                               | 48° 36′ 40,1″ N, 9° 47′ 46″ O   |      | Geologische Einheit: Massenkalk Status: geschützt (Naturdenkmal Heiligenhaldenhöhle u. Felsen)                                                                        |
| 1159                 | Kahlenstein mit Höhle E von Bad Überkingen                                              | Felsformation Höhle      | Bad Überkingen                               | 48° 36′ 5,8″ N, 9° 48′ 27,9″ O  |      | Geologische Einheit: Massenkalk Status: geschützt (Naturdenkmal Kahlenstein mit Höhle)                                                                                |
| 1160                 | Brunnensteighöhle mit Wasserfall NE oberh. von Aufhausen                                | Höhle                    | Bad Überkingen                               | 48° 35′ 20,9″ N, 9° 46′ 17,9″ O |      | Geologische Einheit: Wohlgeschichtete Kalk-Formation Status: mit geschützt (NSG Autal)                                                                                |
| 1161                 | Heiligenhaldenhöhle im ob. Teil der Heiligenhalde N oberh. von Bad Überkingen           | Höhle                    | Bad Überkingen Gemarkung Unterböhringen      | 48° 36′ 44″ N, 9° 47′ 44,1″ O   |      | Geologische Einheit: Massenkalk Status: geschützt (Naturdenkmal Heiligenhaldenhöhle u. Felsen)                                                                        |
| 1162                 | Felsen an der Wurmhalde S von Hausen an der Fils                                        | Felsformation            | Bad Überkingen                               | 48° 35′ 57,1″ N, 9° 45′ 54″ O   |      | Geologische Einheit: Untere Felsenkalk-Formation Status: geschützt (Naturdenkmal Felsen an der Wurmhalde)                                                             |
| 1163                 | Dolinen in der Rauhen Wiese N der Heidhöfe                                              | Dolinen                  | Böhmenkirch                                  | 48° 43′ 38,1″ N, 9° 57′ 31,9″ O |      | Geologische Einheit: Obere Felsenkalk-Formation Status: geschützt (Naturdenkmal Wald Rauhe Wiese)                                                                     |
| 1164                 | Fichtendoline im Kolmannseck NE der Heidhöfe                                            | Doline                   | Böhmenkirch                                  | 48° 43′ 20,7″ N, 9° 58′ 1″ O    |      | Geologische Einheit: Liegende Bankkalk-Formation Status: geschützt (Naturdenkmal Fichtendoline Kolmannseck)                                                           |
| 1165                 | Zwei Dolinen im Kolmannseck NE der Heidhöfe                                             | Dolinen                  | Böhmenkirch                                  | 48° 43′ 29,5″ N, 9° 58′ 25,6″ O |      | Geologische Einheit: Obere Felsenkalk-Formation Status: geschützt (Naturdenkmal 2 Dolinen, Kolmannseck)                                                               |
| 1166                 | Rauhe Wiese E der Straße Bartholom-Böhmenkirch, wenig N der Heidhöfe                    | Landschaftselement       | Böhmenkirch                                  | 48° 43′ 2,2″ N, 9° 57′ 22,4″ O  |      | Geologische Einheit: ? Status: geschützt (Naturdenkmal Neue Hülbe) |
| 1167                 | Erdfall Schiltenbang E der Heidhöfe                                                     | Dolinen                  | Böhmenkirch                                  | 48° 42′ 52,5″ N, 9° 58′ 2,4″ O  |      | Geologische Einheit: Grenzbereich Untere Felsenkalk-Formation Obere Felsenkalk-Formation Status: geschützt (Naturdenkmal Erdfall Schiltenbang mit Eiche)              |
| 1168                 | Zwei Dolinen im Waldgebiet Hausknecht ESE der Heidhöfe                                  | Dolinen                  | Böhmenkirch                                  | 48° 42′ 29,1″ N, 9° 58′ 8,8″ O  |      | Geologische Einheit: Grenzbereich Obere Felsenkalk-Formation Liegende Bankkalk-Formation Status: geschützt (Naturdenkmal 2 Dolinen am Hausknecht)                     |
| 1169                 | Doline im Waldgebiet Schlachtberg E der Heidhöfe                                        | Doline                   | Böhmenkirch                                  | 48° 42′ 34,3″ N, 9° 58′ 52,9″ O |      | Geologische Einheit: Liegende Bankkalk-Formation Status: geschützt (Naturdenkmal Doline Schlachtberg)                                                                 |
| 1170                 | Zwei Dolinen im Ochsenhau E der Heidhöfe                                                | Dolinen                  | Böhmenkirch                                  | 48° 42′ 32,2″ N, 9° 59′ 11,5″ O |      | Geologische Einheit: Oberjura Status: geschützt (Naturdenkmal 2 Dolinen im Ochsenhau)                                                                                 |
| 1171                 | Hülbe/Doline im Gewann Rauhe Wiese ca. 700 m N der Heidhöfe                             | Doline                   | Böhmenkirch                                  | 48° 43′ 16,5″ N, 9° 57′ 23,7″ O |      | Geologische Einheit: ? geschützt (Naturdenkmal Östliche Birkenhülbe in der Rauhen Wiese)                                                                              |
| 1172                 | Hülbe/Doline im Gewann Rauhe Wiese ca. 700 m N der Heidhöfe                             | Doline                   | Böhmenkirch                                  | 48° 43′ 15,1″ N, 9° 57′ 33,5″ O |      | Geologische Einheit: ? geschützt (Naturdenkmal Westliche Birkenhülbe in der Rauhen Wiese)                                                                             |
| 1173                 | Hülbe/Doline ca. 1200 m NE der Heidhöfe                                                 | Dolinen                  | Böhmenkirch                                  | 48° 43′ 20,8″ N, 9° 57′ 50,7″ O |      | Geologische Einheit: Obere Felsenkalk-Formation Status: geschützt (Naturdenkmal 1 Hülbe "Kolomanshülbe")                                                              |
| 1174                 | Teufelsküche zwischen Schnittlingen und Treffelhausen                                   | Landschaftselement       | Böhmenkirch Gemarkung Schnittlingen          | 48° 40′ 55,1″ N, 9° 53′ 8,7″ O  |      | Geologische Einheit: ? Status: mit geschützt (NSG Eybtal mit Teilen des Längen- und Rohrachtales)                                                                     |
| 1175                 | Mordloch, Böhmenkirch                                                                   | Höhle                    | Böhmenkirch Gemarkung Steinenkirch           | 48° 39′ 51,1″ N, 9° 53′ 37,4″ O |      | Geologische Einheit: Wohlgeschichtete Kalk-Formation Status: mit geschützt (NSG Eybtal mit Teilen des Längen- und Rohrachtales)                                       |
| 1176                 | Nägelesfelsen NE von Stötten                                                            | Felsformation            | Böhmenkirch Gemarkung Steinenkirch           | 48° 39′ 29,8″ N, 9° 53′ 24,4″ O |      | Geologische Einheit: Massenkalk-Formation Status: mit geschützt (NSG Eybtal mit Teilen des Längen- und Rohrachtales)                                                  |
| 1177                 | Fronhaldenhöhle ca. 1100 m WNW von Steinenkirch                                         | Höhle                    | Böhmenkirch Gemarkung Steinenkirch           | 48° 39′ 56,5″ N, 9° 53′ 50,2″ O |      | Geologische Einheit: Untere Felsenkalk-Formation Status: mit geschützt (NSG Eybtal mit Teilen des Längen- und Rohrachtales)                                           |
| 1178                 | Nadelfelsen und Lange Wand E von Stötten                                                | Felsformation            | Böhmenkirch Gemarkung Steinenkirch           | 48° 39′ 37,8″ N, 9° 53′ 43,1″ O |      | Geologische Einheit: Massenkalk-Formation Status: mit geschützt (NSG Eybtal mit Teilen des Längen- und Rohrachtales)                                                  |
| 1179                 | Gabelfelsen E von Stötten                                                               | Felsformation            | Böhmenkirch Gemarkung Steinenkirch           | 48° 39′ 7,9″ N, 9° 53′ 58,2″ O  |      | Geologische Einheit: Massenkalk-Formation Status: mit geschützt (NSG Eybtal mit Teilen des Längen- und Rohrachtales)                                                  |
| 1180                 | Magentäle mit Roggenstein und Roggennadel S von Steinenkirch                            | Felsformation            | Böhmenkirch Gemarkung Steinenkirch           | 48° 39′ 3,6″ N, 9° 54′ 7,9″ O   |      | Geologische Einheit: Massenkalk-Formation Status: mit geschützt (NSG Eybtal mit Teilen des Längen- und Rohrachtales)                                                  |
| 1181                 | Eybquelle mit zwei Höhlen S von Treffelhausen                                           | Quelle                   | Böhmenkirch Gemarkung Treffelhausen          | 48° 41′ 14,3″ N, 9° 53′ 31,6″ O |      | Geologische Einheit: Grenzbereich Impressamergel-Formation Wohlgeschichtete Kalk-Formation Status: mit geschützt (NSG Eybtal mit Teilen des Längen- und Rohrachtales) |
| 1182                 | Teufelsloch, Tobel des Teufelsklingenbachs SE von Eckwälden                             | Landschaftselement       | Bad Boll                                     | 48° 37′ 29,7″ N, 9° 35′ 45″ O   |      | Geologische Einheit: Opalinuston-Formation bis Dentalienton-Formation Status: mit geschützt (NSG Teufelsloch-Kaltenwang)                                              |
| 1183                 | Kastenklinge und Kesselgrotte ENE von Börtlingen                                        | Klinge                   | Börtlingen                                   | 48° 45′ 29,6″ N, 9° 38′ 25,9″ O |      | Geologische Einheit: Stubensandstein Status: geschützt (Naturdenkmal Kastenklinge und Kesselgrotte)                                                                   |
| 1184                 | Steinerne Jungfer E von Auendorf                                                        | Felsformation            | Deggingen                                    | 48° 37′ 6,6″ N, 9° 42′ 5,6″ O   |      | Geologische Einheit: Massenkalk-Formation Status: geschützt (Naturdenkmal Steinerne Frau)                                                                             |
| 1185                 | Schnepfenteichfelsen SE von Auendorf                                                    | Felsformation            | Deggingen                                    | 48° 36′ 53,5″ N, 9° 42′ 30,8″ O |      | Geologische Einheit: Massenkalk-Formation Status: geschützt (Naturdenkmal Schnepfenteichfelsen (westl.Nordalb-Lager))                                                 |
| 1186                 | Sommerberg N von Deggingen                                                              | Landschaftselement       | Deggingen                                    | 48° 36′ 10,8″ N, 9° 43′ 7,3″ O  |      | Geologische Einheit: Kalktuff Status: mit geschützt (NSG Nordalbhänge: Ottenwang-Ungerhalde-Sommerberg)                                                               |
| 1187                 | Haulochfelsen (Kilianskreuz) NW von Aufhausen                                           | Felsformation            | Deggingen                                    | 48° 35′ 53,8″ N, 9° 44′ 24,6″ O |      | Geologische Einheit: Massenkalk-Formation Status: geschützt (Naturdenkmal Haulochfelsen)                                                                              |
| 1188                 | Messelstein E von Donzdorf                                                              | Felsformation            | Donzdorf                                     | 48° 41′ 27,3″ N, 9° 49′ 52,7″ O |      | Geologische Einheit: Massenkalk-Formation Status: geschützt (Naturdenkmal Messelstein)                                                                                |
| 1189                 | Rötelstein W von Schnittlingen                                                          | Felsformation            | Donzdorf                                     | 48° 40′ 38,3″ N, 9° 50′ 14,9″ O |      | Geologische Einheit: Massenkalk-Formation Status: geschützt (Naturdenkmal Rötelstein)                                                                                 |
| 1190                 | Steinbruch am Hochberg NNE von Auendorf                                                 | Aufschluss               | Donzdorf                                     | 48° 37′ 53,3″ N, 9° 41′ 39,4″ O |      | Geologische Einheit: Wohlgeschichtete Kalk-Formation Status: geschützt (Naturdenkmal Steinbruch Hochberg)                                                             |
| 1191                 | Felsen Bettelmann N von Hohenstadt                                                      | Felsformation            | Drackenstein                                 | 48° 33′ 16,6″ N, 9° 39′ 37,1″ O |      | Geologische Einheit: Übergang Untere Felsenkalk-Formation Massenkalk-Formation Status: geschützt (Naturdenkmal Felsen Bettelmann Impferloch)                          |
| 1192                 | Unterdrackensteiner Tuffsteinfels mit Höhlen W von Drackenstein                         | Felsformation Höhlen     | Drackenstein                                 | 48° 33′ 32″ N, 9° 40′ 4,6″ O    |      | Geologische Einheit: Kalktuff Status: geschützt (Naturdenkmal Unterdrackensteiner Tuffsteinfels mit Höhlen)                                                           |
| 1193                 | Bachriss des Sachsentobelbachs W von Heiningen                                          | Aufschluss               | Dürnau                                       | 48° 39′ 21,4″ N, 9° 37′ 50,9″ O |      | Geologische Einheit: Grenzbereich Obtususton-Formation Numismalismergel-Formation Status: geschützt (Naturdenkmal Aufschluss Sachsentobelbach)                        |
| 1194                 | Östl. Quellast des Mühlbachs 1500 m S von Gammelshausen                                 | Aufschluss               | Gammelshausen                                | 48° 37′ 36,8″ N, 9° 38′ 55,5″ O |      | Geologische Einheit: Hamitenton-Formation Status: geschützt (Naturdenkmal Bachriß Steinriegel)                                                                        |
| 1195                 | Aufhauser Höhle S von Aufhausen                                                         | Höhle                    | Geislingen an der Steige Gemarkung Aufhausen | 48° 34′ 30,4″ N, 9° 45′ 52,7″ O |      | Geologische Einheit: Kalktuff Status: geschützt (Naturdenkmal Aufhauser Höhle)                                                                                        |
| 1196                 | Hülbe (Doline) im Wald ca. 1000 m S von Eybach                                          | Doline                   | Geislingen an der Steige Gemarkung Eybach    | 48° 37′ 36,2″ N, 9° 52′ 35″ O   |      | Geologische Einheit: ? Status: mit geschützt (NSG Eybtal mit Teilen des Längen- und Rohrachtales)                                                                     |
| 1197                 | Albanusfelsen NE von Eybach                                                             | Felsformation            | Geislingen an der Steige Gemarkung Eybach    | 48° 39′ 1,8″ N, 9° 53′ 43,9″ O  |      | Geologische Einheit: Massenkalk-Formation Status: mit geschützt (NSG Eybtal mit Teilen des Längen- und Rohrachtales)                                                  |
| 1198                 | Franzosenkübelfels mit Höhle S von Stötten                                              | Felsformation Höhle      | Geislingen an der Steige Gemarkung Eybach    | 48° 38′ 40,8″ N, 9° 51′ 31,1″ O |      | Geologische Einheit: Untere Felsenkalk-Formation Status: mit geschützt (NSG Eybtal mit Teilen des Längen- und Rohrachtales)                                           |
| 1199                 | Rappenfelsenhöhle 1 va. 1000 m NNW oberh. von Eybach                                    | Höhle                    | Geislingen an der Steige Gemarkung Eybach    | 48° 38′ 43,7″ N, 9° 52′ 14,7″ O |      | Geologische Einheit: Untere Felsenkalk-Formation Status: mit geschützt (NSG Eybtal mit Teilen des Längen- und Rohrachtales)                                           |
| 1200                 | Anwandfels und aufg. Steinbruch N von Geislingen an der Steige                          | Felsformation Aufschluss | Geislingen an der Steige Gemarkung Eybach    | 48° 38′ 1,9″ N, 9° 50′ 51,4″ O  |      | Geologische Einheit: Untere Felsenkalk-Formation Status: mit geschützt (NSG Eybtal mit Teilen des Längen- und Rohrachtales)                                           |
| 1201                 | Drehfels W von Eybach                                                                   | Felsformation            | Geislingen an der Steige Gemarkung Eybach    | 48° 38′ 12,4″ N, 9° 51′ 25,8″ O |      | Geologische Einheit: Massenkalk-Formation Status: mit geschützt (NSG Eybtal mit Teilen des Längen- und Rohrachtales)                                                  |
| 1202                 | Himmelsfelsen W von Eybach                                                              | Felsformation            | Geislingen an der Steige Gemarkung Eybach    | 48° 38′ 16,8″ N, 9° 52′ 19,6″ O |      | Geologische Einheit: Massenkalk-Formation Status: mit geschützt (NSG Eybtal mit Teilen des Längen- und Rohrachtales)                                                  |
| 1203                 | Schachthöhle Eybachschacht S von Eybach                                                 | Schachthöhle             | Geislingen an der Steige Gemarkung Eybach    | 48° 37′ 53,6″ N, 9° 52′ 4,5″ O  |      | Geologische Einheit: Untere Felsenkalk-Formation Status: mit geschützt (NSG Eybtal mit Teilen des Längen- und Rohrachtales)                                           |
| 1204                 | Napoleonsfelsenhöhle                                                                    | Höhle                    | Geislingen an der Steige Gemarkung Eybach    | 48° 36′ 52,6″ N, 9° 51′ 2,4″ O  |      | Geologische Einheit: Untere Felsenkalk-Formation Status: mit geschützt (NSG Eybtal mit Teilen des Längen- und Rohrachtales)                                           |
| 1205                 | Kuhfels E von Kuchen                                                                    | Felsformation            | Geislingen an der Steige                     | 48° 38′ 18,2″ N, 9° 49′ 8,1″ O  |      | Geologische Einheit: Obere Felsenkalk-Formation Status: geschützt (Naturdenkmal Kuhfels)                                                                              |
| 1206                 | Klinge im Längental S der Kuchalb                                                       | Klinge                   | Geislingen an der Steige                     | 48° 39′ 14,3″ N, 9° 49′ 2,7″ O  |      | Geologische Einheit: Untere Felsenkalk-Formation bis Lacunosamergel-Formation Status: mit geschützt (NSG Wutachschlucht)                                              |
| 1207                 | Geiselsteinfelsen S von Geislingen an der Steige                                        | Felsformation            | Geislingen an der Steige                     | 48° 36′ 18″ N, 9° 50′ 13″ O     |      | Geologische Einheit: Massenkalk-Formation Status: geschützt (Naturdenkmal Geiselsteinfelsen)                                                                          |
| 1208                 | Geiselsteinhalde S von Geislingen an der Steige                                         | Landschaftselement       | Geislingen an der Steige                     | 48° 36′ 14,1″ N, 9° 50′ 17,4″ O |      | Geologische Einheit: Untere Felsenkalk-Formation Status: geschützt (Naturdenkmal Geißelsteinhalde)                                                                    |
| 1209                 | Tiroler Felsen S von Geislingen an der Steige                                           | Felsformation            | Geislingen an der Steige                     | 48° 36′ 10,2″ N, 9° 50′ 10,5″ O |      | Geologische Einheit: Massenkalk-Formation Status: geschützt (Naturdenkmal Tirolerfelsen)                                                                              |
| 1210                 | Felsen Löwin E von Geislingen an der Steige                                             | Felsformation            | Geislingen an der Steige                     | 48° 37′ 41″ N, 9° 51′ 18,9″ O   |      | Geologische Einheit: Massenkalk-Formation Status: mit geschützt (NSG Eybtal mit Teilen des Längen- und Rohrachtales)                                                  |
| 1211                 | Bismarckfelsen E von Geislingen an der Steige                                           | Felsformation            | Geislingen an der Steige                     | 48° 37′ 28,2″ N, 9° 51′ 0,6″ O  |      | Geologische Einheit: Massenkalk-Formation Status: mit geschützt (NSG Eybtal mit Teilen des Längen- und Rohrachtales)                                                  |
| 1212                 | Doline NE oberh. von Stötten                                                            | Doline                   | Geislingen an der Steige Gemarkung Stötten   | 48° 39′ 24,9″ N, 9° 52′ 11″ O   |      | Geologische Einheit: Obere Felsenkalk-Formation Status: geschützt (Naturdenkmal Doline mit Linde oberhalb Stötten)                                                    |
| 1213                 | Zwei Dolinen am Buchrain WNW von Amstetten                                              | Dolinen                  | Geislingen an der Steige Gemarkung Türkheim  | 48° 35′ 5,2″ N, 9° 50′ 4,5″ O   |      | Geologische Einheit: Obere Felsenkalk-Formation Status: geschützt (Naturdenkmal 2 Dolinen Buchrain)                                                                   |
| 1214                 | Fels S der Löwin                                                                        | Felsformation            | Geislingen an der Steige Gemarkung Weiler    | 48° 37′ 32,6″ N, 9° 51′ 21,7″ O |      | Geologische Einheit: Massenkalk-Formation Status: mit geschützt (NSG Eybtal mit Teilen des Längen- und Rohrachtales)                                                  |
| 1215                 | Felsgruppe Steiniger Berg E von Geislingen an der Steige                                | Felsformation            | Geislingen an der Steige Gemarkung Weiler    | 48° 37′ 21,7″ N, 9° 51′ 7,3″ O  |      | Geologische Einheit: Massenkalk-Formation Status: mit geschützt (NSG Eybtal mit Teilen des Längen- und Rohrachtales)                                                  |
| 1216                 | Straßenböschung an der Weiler Steige von Geislingen zum Helferstein, ab letzter Kehre   | Aufschluss               | Geislingen an der Steige Gemarkung Weiler    | 48° 37′ 6,2″ N, 9° 51′ 2,7″ O   |      | Geologische Einheit: Untere Felsenkalk-Formation Status: mit geschützt (NSG Eybtal mit Teilen des Längen- und Rohrachtales)                                           |
| 1217                 | Kamelfelsen E von Geislingen an der Steige                                              | Felsformation            | Geislingen an der Steige Gemarkung Weiler    | 48° 37′ 18,7″ N, 9° 51′ 16,6″ O |      | Geologische Einheit: Massenkalk-Formation Status: mit geschützt (NSG Eybtal mit Teilen des Längen- und Rohrachtales)                                                  |
| 1218                 | Battenau ca. 2000 m ESE von Weiler                                                      | Karstsenke               | Geislingen an der Steige Gemarkung Weiler    | 48° 36′ 36,2″ N, 9° 52′ 59,3″ O |      | Geologische Einheit: ? Status: geschützt (Naturdenkmal Battenau-Hülbe)                                                                                                |
| 1219                 | Galgenbergfelsen S von Geislingen an der Steige                                         | Felsformation            | Geislingen an der Steige Gemarkung Weiler    | 48° 36′ 9,7″ N, 9° 50′ 42,7″ O  |      | Geologische Einheit: Untere Felsenkalk-Formation Status: mit geschützt (NSG Eybtal mit Teilen des Längen- und Rohrachtales)                                           |
| 1220                 | Hohenstein NE von Kuchen                                                                | Felsformation            | Gingen an der Fils                           | 48° 39′ 31,5″ N, 9° 48′ 9,2″ O  |      | Geologische Einheit: Massenkalk-Formation Status: geschützt (Naturdenkmal Hohenstein)                                                                                 |
| 1221                 | Vulkanembryo in der Maierhalde SW von Giengen an der Fils                               | Aufschluss               | Gingen an der Fils                           | 48° 38′ 34,9″ N, 9° 45′ 39,8″ O |      | Geologische Einheit: siehe Schwäbischer Vulkan Status: geschützt (Naturdenkmal Vulkanembryo in der Maierhalde)                                                        |
| 1222                 | Bachlauf in der Wächterklinge im Spitalwald SW von Hohenstaufen                         | Landschaftselement       | Göppingen                                    | 48° 43′ 21,1″ N, 9° 42′ 4,4″ O  |      | Geologische Einheit: Posidonienschiefer-Formation Status: geschützt (Naturdenkmal Bachlauf im Spitalwald)                                                             |
| 1223                 | Hangböschung am Kelternkopf S von Göppingen                                             | Aufschluss               | Göppingen                                    | 48° 41′ 33,6″ N, 9° 39′ 25,5″ O |      | Geologische Einheit: Posidonienschiefer-Formation Status: geschützt (Naturdenkmal Schieferfelsen am Eichert)                                                          |
| 1224                 | Steinbruch in der Spielburgscholle W von Hohenstaufen                                   | Aufschluss               | Göppingen Gemarkung Hohenstaufen             | 48° 44′ 28,3″ N, 9° 42′ 36,2″ O |      | Geologische Einheit: Untere Felsenkalk-Formation und Lacunosamergel-Formation Status: mit geschützt (NSG Spielburg)                                                   |
| 1225                 | Bachriss des Meerbachs WSW von Hohenstaufen                                             | Aufschluss               | Göppingen Gemarkung Hohenstaufen             | 48° 43′ 59,5″ N, 9° 41′ 39,5″ O |      | Geologische Einheit: Opalinuston-Formation Status: geschützt (Naturdenkmal Aufschluss am Meerbach)                                                                    |
| 1226                 | Aufg. Steinbruch am N-Hang des Ditschentals NE von Gruibingen                           | Aufschluss               | Gruibingen                                   | 48° 36′ 15,9″ N, 9° 38′ 49,6″ O |      | Geologische Einheit: Wohlgeschichtete Kalk-Formation Status: mit geschützt (NSG Rufsteinhänge und Umgebung)                                                           |
| 1227                 | Hohler Felsen ca. 1000 m N von Gruibingen                                               | Höhle                    | Gruibingen                                   | 48° 36′ 10,6″ N, 9° 39′ 7,4″ O  |      | Geologische Einheit: Untere Felsenkalk-Formation Status: mit geschützt (NSG Rufsteinhänge und Umgebung)                                                               |
| 1228                 | Augstberghöhle                                                                          | Höhle                    | Gruibingen                                   | 48° 36′ 12,9″ N, 9° 39′ 14,5″ O |      | Geologische Einheit: Untere Felsenkalk-Formation Status: mit geschützt (NSG Rufsteinhänge und Umgebung)                                                               |
| 1229                 | Klinge im Brucktalwald SW von Gruibingen                                                | Klinge                   | Gruibingen                                   | 48° 35′ 23,8″ N, 9° 36′ 54,3″ O |      | Geologische Einheit: Kalktuff Status: geschützt (Naturdenkmal Klingen mit Tuffablagerungen im Brucktalwald)                                                           |
| 1230                 | Gruibinger Schacht S von Gruibingen                                                     | Schachthöhle             | Gruibingen                                   | 48° 35′ 1,7″ N, 9° 37′ 57,4″ O  |      | Geologische Einheit: Grenzbereich Untere Felsenkalk-Formation Obere Felsenkalk-Formation Status: geschützt (Naturdenkmal Gruibinger Schacht)                          |
| 1231                 | Schieferfels am Prallhang des Katzenbachs NE von Heiningen                              | Aufschluss               | Heiningen                                    | 48° 39′ 58,4″ N, 9° 39′ 25,2″ O |      | Geologische Einheit: Posidonienschiefer-Formation Status: geschützt (Naturdenkmal Schieferfels am Heubach)                                                            |
| 1232                 | Uferböschung des Heubachs zwischen Eitleshof und Iltishof                               | Aufschluss               | Heiningen                                    | 48° 40′ 49,9″ N, 9° 40′ 18,7″ O |      | Geologische Einheit: Obtususton-Formation und Numismalismergel-Formation Status: geschützt (Naturdenkmal Heubach-Aufschlüße (2 Teilflächen))                          |
| 1233                 | Höhle und ehemaliger Steinbruch Rabenloch NE von Kuchen                                 | Höhle Aufschluss         | Kuchen                                       | 48° 39′ 19,1″ N, 9° 48′ 21,2″ O |      | Geologische Einheit: Untere Felsenkalk-Formation Status: geschützt (Naturdenkmal Höhle u. ehem. Steinbruch Rabenloch)                                                 |
| 1234                 | Klepperfels NE von Kuchen                                                               | Felsformation            | Kuchen                                       | 48° 39′ 13,5″ N, 9° 48′ 35,8″ O |      | Geologische Einheit: Massenkalk-Formation Status: geschützt (Naturdenkmal Klepperfels)                                                                                |
| 1235                 | Schachenhöhlen im Waldgebiet Schachen SW von Kuchen                                     | Höhlen                   | Kuchen                                       | 48° 37′ 40,4″ N, 9° 46′ 42,9″ O |      | Geologische Einheit: Massenkalk-Formation Status: geschützt (Naturdenkmal Schachenhöhlen)                                                                             |
| 1236                 | Felsgruppe an der Ramshalde S Kuchen (zwischen Oberböhringen und Kuchen)                | Felsformation            | Kuchen                                       | 48° 37′ 30,5″ N, 9° 47′ 13,6″ O |      | Geologische Einheit: Massenkalk-Formation Status: geschützt (Naturdenkmal Felsen entlang am oberen Rand der Ramshalde)                                                |
| 1237                 | Hülben (Dolinen) ca. 2000 m NE von Degenfeld                                            | Dolinen                  | Lauterstein Gemarkung Weissenstein           | 48° 44′ 21,3″ N, 9° 53′ 52″ O   |      | Geologische Einheit: ? Status: geschützt (Naturdenkmal 4 Hülben am Zwerenberg)                                                                                        |
| 1238                 | Glasklingenquelle NNE von Degenfeld                                                     | Quelle                   | Lauterstein Gemarkung Weissenstein           | 48° 44′ 24,4″ N, 9° 53′ 20,7″ O |      | Geologische Einheit: Wohlgeschichtete Kalk-Formation Status: mit geschützt (NSG Kaltes Feld mit Hornberg, Galgenberg und Eierberg)                                    |
| 1239                 | Steinbruch Reutersgrund                                                                 | Aufschluss               | Lauterstein Gemarkung Weissenstein           | 48° 44′ 15,2″ N, 9° 54′ 30,6″ O |      | Geologische Einheit: Wohlgeschichtete Kalk-Formation Status: geschützt (Naturdenkmal Steinbruch Reutersgrund mit Höhle u.gr. Buche)                                   |
| 1240                 | Sieben-Hülben-Loch E von Degenfeld                                                      | Schachthöhle             | Lauterstein Gemarkung Weissenstein           | 48° 43′ 48,4″ N, 9° 55′ 0,4″ O  |      | Geologische Einheit: Oberjura Status: geschützt (Naturdenkmal Sieben-Hülben-Loch)                                                                                     |
| 1241                 | Sieben Hülben im Siebenhülbenhau ca. 3000 m E von Degenfeld                             | Dolinen                  | Lauterstein Gemarkung Weissenstein           | 48° 43′ 56,7″ N, 9° 55′ 15,8″ O |      | Geologische Einheit: Oberjura Status: geschützt (Naturdenkmal Sieben Hülben)                                                                                          |
| 1242                 | Beutelfels E von Weissenstein                                                           | Felsformation            | Lauterstein Gemarkung Weissenstein           | 48° 42′ 35,3″ N, 9° 53′ 22,7″ O |      | Geologische Einheit: Massenkalk-Formation Status: geschützt (Naturdenkmal Beutelfels)                                                                                 |
| 1243                 | Forellenloch beim Schloss Weissenstein SW von Weissenstein                              | Höhle                    | Lauterstein Gemarkung Weissenstein           | 48° 42′ 13,8″ N, 9° 53′ 2,8″ O  |      | Geologische Einheit: Wohlgeschichtete Kalk-Formation Status: geschützt (Naturdenkmal Forellenloch beim Schloß von Weißenstein)                                        |
| 1244                 | Sandelfels E oberh. von Weissenstein                                                    | Aufschluss               | Lauterstein Gemarkung Weissenstein           | 48° 42′ 19,1″ N, 9° 53′ 27,3″ O |      | Geologische Einheit: Massenkalk-Formation Status: geschützt (Naturdenkmal Sandelfels)                                                                                 |
| 1245                 | Ölklinge ESE von Weissenstein                                                           | Klinge                   | Lauterstein Gemarkung Weissenstein           | 48° 42′ 10″ N, 9° 53′ 39,4″ O   |      | Geologische Einheit: Wohlgeschichtete Kalk-Formation Status: geschützt (Naturdenkmal Ölklinge)                                                                        |
| 1246                 | Eisrohrhöhle mit Quelle N von Treffelhausen                                             | Höhle                    | Lauterstein Gemarkung Weissenstein           | 48° 41′ 54,9″ N, 9° 53′ 22,5″ O |      | Geologische Einheit: Wohlgeschichtete Kalk-Formation Status: geschützt (Naturdenkmal Eisrohrhöhle)                                                                    |
| 1247                 | Todsburger Bach und Tuffhöhlen E von Wiesensteig                                        | Landschaftselement       | Mühlhausen im Täle                           | 48° 34′ 5,8″ N, 9° 38′ 41,1″ O  |      | Geologische Einheit: Kalktuff Status: geschützt (Naturdenkmal Todsburger Bach und Tuffhöhlen)                                                                         |
| 1248                 | Todsburger Schacht E von Wiesensteig                                                    | Schachthöhle             | Mühlhausen im Täle                           | 48° 34′ 7,6″ N, 9° 39′ 7,5″ O   |      | Geologische Einheit: Untere Felsenkalk-Formation Status: geschützt (Naturdenkmal Todsburger Schacht)                                                                  |
| 1249                 | Ulmer Fels mit Höhlen E von Wiesensteig                                                 | Felsformation            | Mühlhausen im Täle                           | 48° 34′ 11,1″ N, 9° 39′ 12,4″ O |      | Geologische Einheit: Massenkalk-Formation Status: geschützt (Naturdenkmal Ulmer Fels mit 2 Höhlen)                                                                    |
| 1250                 | Todsburger Höhlen mit Felsen E von Wiesensteig                                          | Höhlen Felsformation     | Mühlhausen im Täle                           | 48° 33′ 57,2″ N, 9° 38′ 53,7″ O |      | Geologische Einheit: Massenkalk-Formation Status: geschützt (Naturdenkmal Todsburger Höhlen mit Felsen)                                                               |
| 1251                 | Doline im Gewann Anger NW von Wiesensteig                                               | Doline                   | Wiesensteig                                  | 48° 34′ 49,8″ N, 9° 35′ 58,2″ O |      | Geologische Einheit: Untere Felsenkalk-Formation Status: geschützt (Naturdenkmal Doline Anger)                                                                        |
| 1252                 | Doline Mordloch NW von Wiesensteig                                                      | Doline                   | Wiesensteig                                  | 48° 34′ 34,1″ N, 9° 36′ 16,1″ O |      | Geologische Einheit: Untere Felsenkalk-Formation Status: geschützt (Naturdenkmal Mordloch und Umgebung)                                                               |
| 1253                 | Dolinenfeld Brunnen auf dem Feldkopf W von Wiesensteig                                  | Dolinen                  | Wiesensteig                                  | 48° 33′ 33,6″ N, 9° 35′ 12,9″ O |      | Geologische Einheit: Oberjura Status: geschützt (Naturdenkmal Dolinenfeld Brunnen)                                                                                    |
| 1254                 | Papierfels mit Höhlen W von Wiesensteig                                                 | Felsformation Höhlen     | Wiesensteig                                  | 48° 33′ 39,8″ N, 9° 36′ 6,7″ O  |      | Geologische Einheit: Untere Felsenkalk-Formation Status: geschützt (Naturdenkmal Papierfels mit Höhlen)                                                               |
| 1255                 | Malakoffschacht oberh. der Malakoffbrücke der A 8 ca. 500 m ESE von Gruibingen          | Schachthöhle             | Wiesensteig                                  | 48° 33′ 37,6″ N, 9° 37′ 55,4″ O |      | Geologische Einheit: Untere Felsenkalk-Formation Status: geschützt (Naturdenkmal Malakoffschacht)                                                                     |
| 1256                 | Katzenfels WNW von Wiesensteig                                                          | Felsformation            | Wiesensteig                                  | 48° 33′ 54,1″ N, 9° 36′ 50,7″ O |      | Geologische Einheit: Untere Felsenkalk-Formation Status: geschützt (Naturdenkmal Katzenfels)                                                                          |
| 1257                 | Sommerbergfels NW von Wiesensteig                                                       | Felsformation            | Wiesensteig                                  | 48° 33′ 52,4″ N, 9° 37′ 12,7″ O |      | Geologische Einheit: Massenkalk-Formation Status: geschützt (Naturdenkmal Sommerbergfels)                                                                             |
| 1258                 | Wolfsklinge W von Wiesensteig                                                           | Klinge                   | Wiesensteig                                  | 48° 33′ 37,9″ N, 9° 37′ 2,7″ O  |      | Geologische Einheit: Untere Felsenkalk-Formation Status: geschützt (Naturdenkmal Wolfsklinge)                                                                         |
| 1259                 | Steinernes Weib SE oberh. von Wiesensteig                                               | Felsformation            | Wiesensteig                                  | 48° 33′ 26,9″ N, 9° 37′ 51,4″ O |      | Geologische Einheit: Massenkalk-Formation Status: geschützt (Naturdenkmal Steinernes Weib)                                                                            |
| 1260                 | Pliensbach, Bachbett im Ortsbereich von Pliensbach                                      | Aufschluss               | Zell unter Aichelberg                        | 48° 39′ 5,4″ N, 9° 35′ 19,2″ O  |      | Geologische Einheit: Numismalismergel-Formation und Amaltheenton-Formation Status: geschützt (Naturdenkmal Pliensbach)                                                |
| 1261                 | Basalttuffwand                                                                          | Aufschluss               | Aichelberg                                   | 48° 38′ 8,8″ N, 9° 34′ 8,9″ O   |      | Geologische Einheit: Basalttuff Status: geschützt (Naturdenkmal Basalttuffwand)                                                                                       |
| 1262                 | Bühringer Fels mit Burgresten                                                           | Felsformation            | Bad Überkingen                               | 48° 35′ 23,2″ N, 9° 47′ 33″ O   |      | Geologische Einheit: ? Status: geschützt (Naturdenkmal Bühringer Fels mit Burgresten)                                                                                 |
| 1263                 | Burgstallfels                                                                           | Felsformation            | Bad Überkingen                               | 48° 35′ 16,9″ N, 9° 48′ 12,6″ O |      | Geologische Einheit: ? Status: geschützt (Naturdenkmal Burgstallfels)                                                                                                 |
| 1264                 | Steinbruch Eichhalde                                                                    | Aufschluss               | Bad Überkingen                               | 48° 36′ 6,8″ N, 9° 47′ 22,3″ O  |      | Geologische Einheit: ? Status: geschützt (Naturdenkmal Steinbruch Eichhalde)                                                                                          |
| 1265                 | Doline Au                                                                               | Doline                   | Böhmenkirch                                  | 48° 42′ 45,2″ N, 9° 58′ 14,1″ O |      | Geologische Einheit: ? Status: geschützt (Naturdenkmal Doline Au) |
| 1266                 | Taubenbach-Wasserfall                                                                   | Wasserfall               | Börtlingen                                   | 48° 46′ 3,9″ N, 9° 38′ 10,3″ O  |      | Geologische Einheit: ? Status: geschützt (Naturdenkmal Taubenbach-Wasserfall)                                                                                         |
| 1267                 | Spatzenloch west. Oberweckerstell                                                       | Felsformation            | Donzdorf                                     | 48° 40′ 10,7″ N, 9° 50′ 1,5″ O  |      | Geologische Einheit: ? Status: geschützt (Naturdenkmal Spatzenloch westl. Oberweckerstell)                                                                            |
| 1268                 | Felsgrat mit 2 Felstoren                                                                | Felsformation            | Geislingen an der Steige                     | Koordinaten fehlen! Hilf mit.   |      | Geologische Einheit: ? Status: geschützt |
| 1269                 | Ehemalige Lehmgrube im Maßnach                                                          | Aufschluss               | Geislingen an der Steige                     | 48° 34′ 16,7″ N, 9° 47′ 41,3″ O |      | Geologische Einheit: ? Status: geschützt (Naturdenkmal Ehemalige Lehmgrube im Maßnach)                                                                                |
| 1270                 | Aufschluss am Bürgerhölzle                                                              | Aufschluss               | Göppingen                                    | 48° 42′ 58,1″ N, 9° 41′ 13,9″ O |      | Geologische Einheit: ? Status: geschützt (Naturdenkmal Aufschluss am Bürgerhölzle)                                                                                    |
| 1271                 | Schlifffläche Sachsentobel                                                              | Landschaftselement       | Heiningen                                    | 48° 41′ 1,4″ N, 9° 39′ 46,1″ O  |      | Geologische Einheit: ? Status: geschützt (Naturdenkmal Schilffläche Sachsentobel)                                                                                     |
| 1272                 | Aufschluss Eschenbach                                                                   | Aufschluss               | Heiningen                                    | 48° 40′ 9,6″ N, 9° 40′ 14″ O    |      | Geologische Einheit: ? Status: geschützt (Naturdenkmal Aufschluss Eschenbach)                                                                                         |
| 1273                 | Steinbruch Schafenberg                                                                  | Aufschluss               | Kuchen                                       | 48° 38′ 42″ N, 9° 47′ 7″ O      |      | Geologische Einheit: ? Status: geschützt (Naturdenkmal Steinbruch Schafenberg)                                                                                        |
| 1274                 | Böschung S von Gosbach                                                                  | Aufschluss               | Bad Ditzenbach Gemarkung Gosbach             | 48° 34′ 12,1″ N, 9° 41′ 9,5″ O  |      | Geologische Einheit: Untere Felsenkalk-Formation |
| 1275                 | Aufgelassener Steinbruch NE von Krähenstein                                             | Aufschluss               | Bad Ditzenbach Gemarkung Gosbach             | 48° 34′ 14,7″ N, 9° 41′ 9″ O    |      | Geologische Einheit: Untere Felsenkalk-Formation |
| 1276                 | Aufgelassene Schottergrube mit Karlshöhle NW von Bad Überkingen                         | Aufschluss               | Bad Überkingen                               | 48° 36′ 7,5″ N, 9° 47′ 19,6″ O  |      | Geologische Einheit: Kalksteinschutt |
| 1277                 | Klinge "Hölle" des Rötelbachs S von Bad Überkingen                                      | Klinge                   | Bad Überkingen                               | 48° 35′ 27,1″ N, 9° 47′ 59,5″ O |      | Geologische Einheit: Kalktuff |
| 1278                 | Uferböschung am Krettenbach S von Birenbach                                             | Aufschluss               | Birenbach                                    | 48° 44′ 40,7″ N, 9° 39′ 40,1″ O |      | Geologische Einheit: Obtususton-Formation Numismalismergel-Formation                                                                                                  |
| 1279                 | Aufgelassener Steinbruch im Gewann Benzenhauser Teich SE von Böhmenkirch                | Aufschluss               | Böhmenkirch                                  | 48° 40′ 40,5″ N, 9° 56′ 40,2″ O |      | Geologische Einheit: Untere Felsenkalk-Formation |
| 1280                 | Steinbruch Fischer 1900 m NW von Böhmenkirch                                            | Aufschluss               | Böhmenkirch Gemarkung Treffelhausen          | 48° 41′ 48″ N, 9° 54′ 54,8″ O   |      | Geologische Einheit: Untere Felsenkalk-Formation Obere Felsenkalk-Formation                                                                                           |
| 1281                 | Bach mit Kalksinterterrassen SE der Kirche Ave Maria bei Deggingen                      | Landschaftselement       | Deggingen                                    | 48° 35′ 43,1″ N, 9° 44′ 23,5″ O |      | Geologische Einheit: Kalktuff |
| 1282                 | Schnepfenteichhöhle                                                                     | Höhle                    | Deggingen                                    | 48° 36′ 47,3″ N, 9° 42′ 34,1″ O |      | Geologische Einheit: Untere Felsenkalk-Formation |
| 1283                 | Oberbergfelsen und Oberbergfelsenhöhle                                                  | Felsformation Höhle      | Deggingen                                    | 48° 35′ 10,7″ N, 9° 42′ 48,1″ O |      | Geologische Einheit: Untere Felsenkalk-Formation |
| 1284                 | Wasserfall der Lauter beim Sportplatz Donzdorf                                          | Wasserfall               | Donzdorf                                     | 48° 41′ 17,8″ N, 9° 47′ 49,9″ O |      | Geologische Einheit: Opalinuston-Formation |
| 1285                 | Aufg. Steinbruch E von Donzdorf                                                         | Aufschluss               | Donzdorf                                     | 48° 41′ 12,8″ N, 9° 49′ 43,7″ O |      | Geologische Einheit: Wohlgeschichtete Kalk-Formation |
| 1286                 | Donzdorfer Höllochschacht NE von Kuchalb                                                | Höhle                    | Donzdorf                                     | 48° 39′ 41,1″ N, 9° 49′ 14,3″ O |      | Geologische Einheit: Wohlgeschichtete Kalk-Formation |
| 1287                 | Aufg. Steinbruch Vogelberg                                                              | Aufschluss               | Donzdorf                                     | 48° 40′ 15,3″ N, 9° 50′ 14,5″ O |      | Geologische Einheit: Wohlgeschichtete Kalk-Formation |
| 1288                 | Aufschluss 1500 m NW von Reichenbach im Bachtobel NE vom Birkhof                        | Aufschluss               | Donzdorf Gemarkung Reichenbach               | 48° 42′ 59,9″ N, 9° 46′ 43″ O   |      | Geologische Einheit: Eisensandstein-Formation |
| 1289                 | Aufschluss ca. 900 m SW von Reichenbach im Bachtobel beim Lauxenhof                     | Aufschluss               | Donzdorf Gemarkung Reichenbach               | 48° 42′ 12,2″ N, 9° 47′ 8,2″ O  |      | Geologische Einheit: Eisensandstein-Formation |
| 1290                 | Rohrachquelle bei der Steigmühle NNE von Amstetten                                      | Quelle                   | Geislingen an der Steige                     | 48° 35′ 22,3″ N, 9° 51′ 43,4″ O |      | Geologische Einheit: Wohlgeschichtete Kalk-Formation |
| 1291                 | Steinbruch NE von Stötten                                                               | Aufschluss               | Geislingen an der Steige Gemarkung Stötten   | 48° 39′ 20,1″ N, 9° 52′ 3,6″ O  |      | Geologische Einheit: Massenkalk-Formation |
| 1292                 | Bachriss NW von Jebenhausen                                                             | Aufschluss               | Göppingen Gemarkung Faurndau                 | 48° 41′ 59,7″ N, 9° 36′ 56,6″ O |      | Geologische Einheit: Unterjura |
| 1293                 | Bachriss zwischen Manzen und Ursenwang                                                  | Aufschluss               | Göppingen                                    | 48° 40′ 8,9″ N, 9° 41′ 32,7″ O  |      | Geologische Einheit: Posidonienschiefer-Formation |
| 1294                 | Schlagstüble (Kindlesbrunnen) ca. 500 m E von Gruibingen                                | Höhle                    | Gruibingen                                   | 48° 35′ 45,7″ N, 9° 39′ 3,9″ O  |      | Geologische Einheit: Untere Felsenkalk-Formation |
| 1295                 | Bachriss W von Manzen                                                                   | Aufschluss               | Heiningen                                    | 48° 40′ 5,3″ N, 9° 40′ 18,1″ O  |      | Geologische Einheit: Amaltheenton-Formation bis Jurensismergel-Formation                                                                                              |
| 1296                 | Steinbruch im Gewann Jauchert N von Hohenstadt                                          | Aufschluss               | Hohenstadt                                   | 48° 33′ 9,5″ N, 9° 39′ 41,4″ O  |      | Geologische Einheit: Untere Felsenkalk-Formation bis Liegende Bankkalk-Formation                                                                                      |
| 1297                 | Steinbruch an der Weißensteiner Steige nach Böhmenkirch ca. 200 m NW von Steighaus      | Aufschluss               | Lauterstein Gemarkung Weißenstein            | 48° 42′ 9″ N, 9° 54′ 18,5″ O    |      | Geologische Einheit: Untere Felsenkalk-Formation |
| 1298                 | Vesperstüble ca. 1300 m ENE von Schloss Weißenstein                                     | Höhle                    | Lauterstein Gemarkung Weißenstein            | 48° 42′ 22″ N, 9° 54′ 14,8″ O   |      | Geologische Einheit: Untere Felsenkalk-Formation |
| 1299                 | Steinbruch SW von Mühlhausen im Täle                                                    | Aufschluss               | Mühlhausen im Täle                           | 48° 34′ 7,8″ N, 9° 38′ 41,6″ O  |      | Geologische Einheit: Kalktuff |
| 1300                 | Tongrube Geyrenwald SSW von Ottenbach                                                   | Aufschluss               | Ottenbach                                    | 48° 43′ 16″ N, 9° 44′ 26,2″ O   |      | Geologische Einheit: Opalinuston-Formation |
| 1301                 | Aufschluss im Bachtobel beim Bärenhöfle ca. 2200 m W von Reichenbach                    | Aufschluss               | Salach                                       | 48° 42′ 17,5″ N, 9° 45′ 50″ O   |      | Geologische Einheit: Eisensandstein-Formation |
| 1302                 | Träublestobel                                                                           | Tobel                    | Süßen                                        | 48° 40′ 27″ N, 9° 42′ 54,8″ O   |      | Geologische Einheit: Posidonienschiefer-Formation |
| 1303                 | Filsursprung WSW von Wiesensteig                                                        | Quelle                   | Wiesensteig                                  | 48° 32′ 57,4″ N, 9° 36′ 9,1″ O  |      | Geologische Einheit: Grenzbereich Impressamergel-Formation Wohlgeschichtete Kalk-Formation                                                                            |
| 1304                 | Kühloch ca. 750 m S von Wiesensteig am Oberhang des Bettelhau                           | Schachthöhle             | Wiesensteig                                  | 48° 33′ 17,3″ N, 9° 37′ 32,7″ O |      | Geologische Einheit: Untere Felsenkalk-Formation |